# 비야레알 CF
비야레알 클루브 데 푸트볼, S.A.D.(스페인어: Villarreal Club de Fútbol, S.A.D., 비야레알 축구단, 스포츠 공개 유한 법인)은 보통 줄여서 비야레알 CF(스페인어: Villarreal CF) 또는 비야레알(스페인어: Villarreal)은 스페인 동부 카스테욘 도의 비야레알 연고로 하는 스페인의 축구 클럽으로, 현재 스페인 축구 1부 리그인 라리가에 속해 있다.
1923년에 창단된 이 구단은 대체로 스페인 축구 하부 리그 소속이었으며, 라리가에 처음 올라온 시기는 1998년에 불과하다. 21세기에 들어 비야레알은 리그에서의 입지를 안정적으로 다졌는데, 2005년에 사상 처음으로 챔피언스리그 진출권을 획득해 2006년과 2022년에 두 차례 대회 준결승전에 진출했다. 이 구단은 같은 시기에 유로파리그에서도 성과를 냈지만, 2012년에 강등당하고, 이듬해에 1부 리그로 복귀해 현재까지 1부 리그에서 명맥을 이어가고 있다. 비야레알은 2021년에 유로파리그 결승전에서 맨체스터 유나이티드를 꺾으면서 첫 주요 대회 우승을 거두었다.
구단의 별칭은 노란 안방 유니폼이란 점과 레알 마드리드, 바르셀로나, 아틀레티코 마드리드 외에도 지역 경쟁 구단 발렌시아에 비해 경력이 짧은 데에서 유래한 노란 잠수함이다. 비야레알의 안방 구장은 라 세라미카로, 이 구단은 작지만 성공적인 구단의 교과서적 사례로 평가되고 있다.

## 역사

### 초창기
비야레알은 비야레알 체육단(Club Deportivo Villarreal)의 명칭으로 1923년 3월 10일에 "축구에 특화되었지만 모든 체육 종목을 진흥시키기 위해" 창단되었다. 경기장 임차료는 1달 60 ptas였는데, 입장료는 성인 남성은 0.5 pta, 소인은 0.25 ptas였고, 여성은 무료로 입장 가능했다. 1923년 6월 17일, 비야레알의 경쟁 구단인 카스테욘이 미겔 데 세르반테스의 이름을 딴 구단을 상대로 첫 경기를 치렀다. 같은 해 10월 21일, 비야레알은 카스테욘을 상대로 첫 경기를 치렀다. 비야레알은 당시 흰 상의와 검은 하의를 입었는데, 이는 구단의 초창기 문양에 반영되어 있다.

### 하부리그 시절
비야레알은 1929년부터 1930년 사이를 기점으로 스페인 축구의 지역 리그에 편입했다. 1934-35 시즌, 비야레알은 전국 2부 리그 승격을 놓고 카르타헤나와 경기를 펼쳤지만, 패하여 기회를 날렸다. 그 다음 시즌, 비야레알은 스페인 내전이 발발하기 전에 지역 1부 리그 우승을 거두었다.
종전 후인 1939년, 구단은 다시 지역 2부 리그에 소속되었다. 그러나 비야레알 체육단이 1940년대 초에 해단하였고, 1942년에 포게테카스 체육단[Club Atlético Foghetecaz / CA Foghetecaz, 구단 명칭은 구단 공동 창단자인 폰트(Font), 힐(Gil), 에레로(Herrero), 테울레르(Teuler), 카탈라(Catalá), 그리고 사라고사(Zaragoza)의 이름을 땄다]이 후신 중 하나로 창단되었다. 1946년, 신생 구단은 발렌시아 축구 연맹에 가맹하여 구단명을 클루브 아틀레티코 포게테카스 비야레알(Club Atlético Foghetecaz Villarreal, CAF Villarreal - 포게테카스 비야레알 체육단)로 개칭했다.
구단 명칭은 1954년에 현재의 비야레알 CF로 다시 개칭되었고, 문양도 현재와 비슷한 형태로 변경되었다. 이후 구단은 지역 1부 리그에서 7위와 2번의 4위를 기록한 뒤 1956년에 우승을 거두어 테르세라 디비시온(당시 전국 3부 리그)으로 승격했다. 그러나, 구단은 1960-61 시즌에 리그에서 14위를 기록해 강등되었다.
구단의 현 문양은 1966년 중반에 현재의 문양으로 바꾸었다. 1966-67 시즌, 비야레알은 지역 리그 우승을 거두어 테르세라 디비시온에 복귀했다. 1970년, 비야레알은 사상 처음으로 전국 2부 리그로 승격했다. 승격 첫 시즌에 간신히 잔류를 했지만, 이듬해에 다시 3부 리그로 강등되었다. 1975-76 시즌, 구단은 다시 3부 리그에서 지역 리그로 떨어졌지만, 이듬해에 다시 복귀했다. 1986-87 시즌, 비야레알은 세군다 디비시온 B로 승격되었다. 그러나 1990년, 리그를 18위로 마치면서 다시 테르세라 디비시온으로 떨어졌다.
그 후, 비야레알은 2년 연속 승격을 달성해 세군다 디비시온 B로 승격되고 2위를 기록해, 세군다 디비시온 B 출범 이래 처음으로 세군다 디비시온까지 올라섰다. 1992년부터 1993년 사이, 비야레알은 대게 중하위권을 지키고 있었지만, 1997-98 시즌에 리그에서 4위를 차지해 플레이오프전에 진출했다. 여기에서 구단은 콤포스텔라를 상대했다. 비야레알은 1차전에서 득점 없이 무승부를 거둔 후 2차전에는 갈리시아로 원정을 가 1-1로 비기면서 원정 다득점 원칙에 따라 사상 첫 1부 리그 승격을 이룩했다.

### 라리가와 유럽 무대에 등장하다
비야레알의 라 리가 첫 경기 상대는 전 시즌 챔피언스리그를 우승한 레알 마드리드로, 1998년 8월 31일에 산티아고 베르나베우 원정에서 경기 시작 3분 만에 선제골을 넣었지만, 1-4로 대패했다. 그 다음 주, 비야레알은 셀타 비고를 상대로 첫 안방 경기를 치렀다. 비야레알은 라 리가 첫 시즌에 고전 끝에 세군다 디비시온으로 강등되었지만, 1999-2000 시즌에 3위를 차지하면서 다시 1부 리그에 복귀했다.

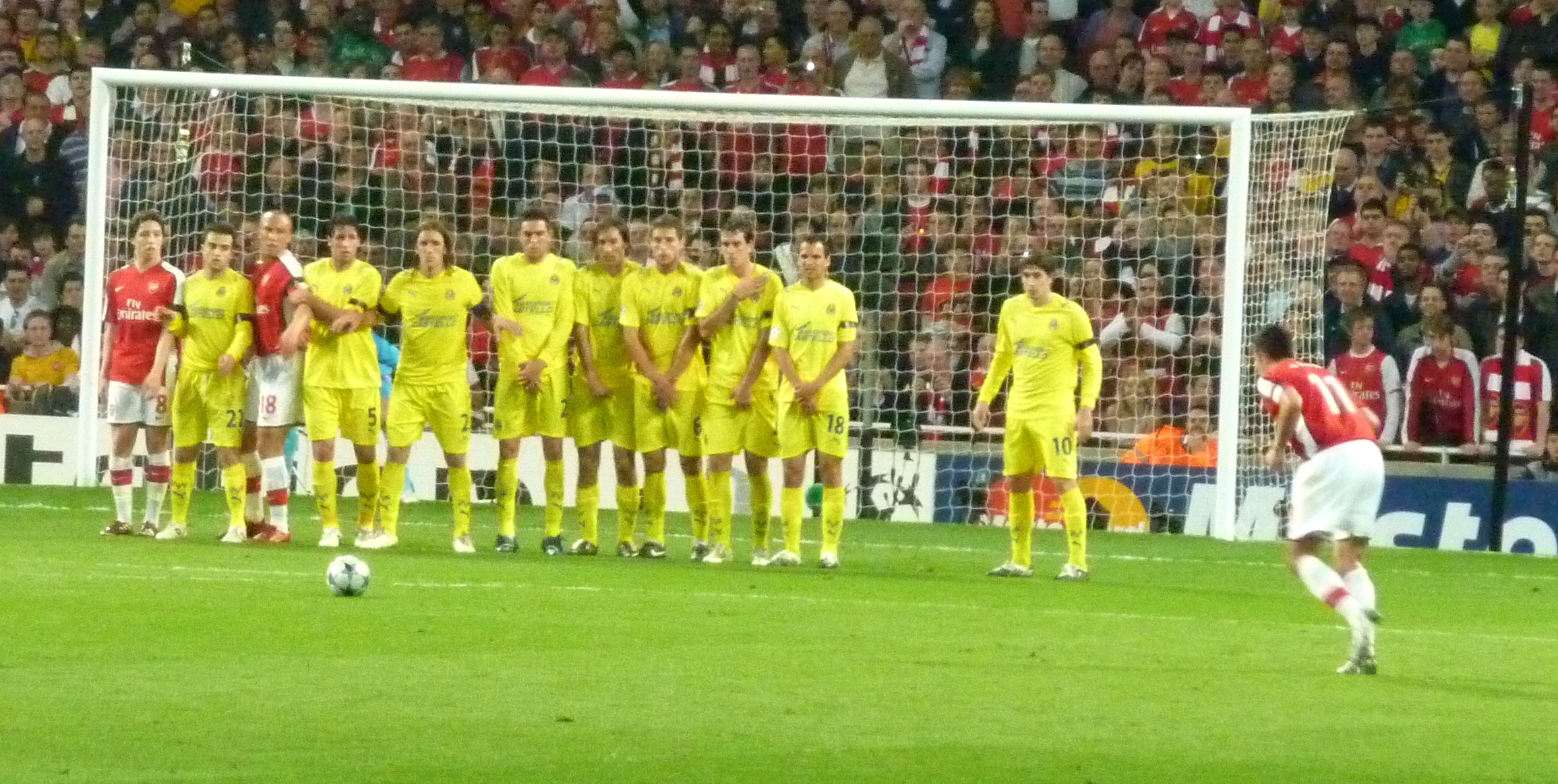
아스널과의 2008-09 시즌 챔피언스리그 8강전

1부 리그 복귀 시즌에 7위의 성적을 거둔 비야레알은 이어지는 두 시즌을 연속 15위로 마감했다. 비야레알은 2002년 여름에 인터토토컵에 참가해 아이슬란드의 FH, 이탈리아의 토리노, 그리고 프랑스의 트루아를 이겼다. 그러나, 결승전에서 말라가에 합계 1-2로 무릎을 꿇었다.
2003년 여름, 비야레알은 인터토토컵에서 네덜란드의 헤이렌베인을 이기면서 UEFA컵 진출권을 손에 넣었다. 비야레알은 처음 참가한 주요 유럽대항전에서 4강 진출의 성적을 냈는데, 준결승전에서 나중에 우승을 거둔 발렌시아에게 패하기 전까지 순항했다. 리그에서, 비야레알은 8위를 차지했다. 2004년 여름, 비야레알은 또다른 스페인 구단인 아틀레티코 마드리드에 합계 2-2의 접전을 벌이다가 승부차기 끝에 이기며 다시 대회 우승을 거두었다. 이번 승리로 또다시 UEFA컵에 진출할 수 있었다. 그 다음 시즌에는 네덜란드의 AZ에 합계 2-3으로 패해 더 나아가지 못했다. 같은 시즌, 비야레알은 라 리가 3위의 성적을 거두어 사상 처음으로 챔피언스리그 진출권을 손에 넣었다. 당시 선수단의 중앙 공격수였던 디에고 포를란이 25골로 리그 득점왕에 올라 트로페오 피치치의 주인공이 되었다.
비야레알은 잉글랜드 프리미어리그의 에버턴과의 챔피언스리그 예선 플레이오프전에서 이기고 조별 리그에 합류했다. 비야레알은 조별 리그에서 맨체스터 유나이티드에 2무를 거두고, 프랑스 릴과 포르투갈의 벤피카에 나란히 1승 1무의 성적을 거두어 무패로 조를 통과했다. 벤피카전의 원정 승리로 16강 진출권을 손에 넣었다.
이후 비야레알은 스코틀랜드 레인저스와의 16강전에서 합계 3-3 무승부를 거두었지만, 아이브록스에서 2-2 무승부를 거두어 더 많은 원정골을 기록한 덕에 8강에 올랐다. 이어서 비야레알은 인테르나치오날레에게도 2무를 거두며 또다시 원정 다득점으로 통과했다. 그러나, 비야레알은 아스널에게 하이버리 원정 0-1로 패하면서 결승행이 좌절되었다. 후안 로만 리켈메가 페널티 킥을 옌스 레만이 안방에서 선방하면서 원정은 0-0 무승부였다. 아스널은 이후 파리에서 또다른 스페인 구단 바르셀로나에 패했다. 비야레알은 라 리가 7위로 인터토토컵 진출권 획득에 만족해야만 했다.
비야레알은 2006년 여름에 인터토토컵에 참가했지만, 슬로베니아와의 마리보르에게 첫 경기에서 일격을 당했다. 안방에서 1-2로 진 후 원정에서 1-1로 비겼기 때문이었다. 구단은 라 리가를 5위로 마감하며 UEFA컵 진출권을 손에 넣었다. 비야레알은 이듬해인 2008년에 역대 최고 리그 성적을 거두었는데, 그 시즌 우승을 거둔 레알 마드리드와 승점 8점차로 준우승을 거두었으나, 같은 해 UEFA컵에서는 32강에서 멈췄다. 벨라루스와의 BATE 보리소프를 플레이오프전에서 이기고 C조를 무패를 통과했다. 그 과정에서 비야레알은 이탈리아의 피오렌티나, 체코의 믈라다 볼레슬라프, 스웨덴의 엘프스보리, 그리고 그리스의 AEK를 상대했다.
그러나, 비야레알은 나중에 우승을 거두는 제니트에게 패퇴했는데, 러시아 원정에서는 파벨 포그레브냐크에게 0-1 결승골을 헌납했다. 2차전에서 비야레알이 엘 마드리갈에서 승리했지만, 제니트에게 원정 다득점 원칙으로 16강 진출권을 넘겨주었다.
구단은 전 시즌 리그 준우승의 성적에 따라 2008-09 시즌 챔피언스리그 본선에 올라갔다. 비야레알은 또다시 맨체스터 유나이티드와 같은 조에 편성되었고, 셀틱과 올보르도 같은 조에 들어갔다. 선수단은 전 시즌 유럽 정상에 오른 맨체스터 유나이티드를 올드 트래퍼드 원정에서 0-0으로 비겼는데, 잉글랜드 거함을 상대로 3경기 연속으로 득점 없이 비기는 기록을 세웠다. 이후 2008년 9월 30일에 엘 마드리갈에서 고든 스트라컨의 셀틱을 마르코스 세나의 프리킥 결승골에 힘입어 1-0으로 이기며 첫 승을 거두었다. 몇 주 후인 10월 21일, 올보르와의 챔피언스리그 경기에서는 6-3 대승을 거두었다. 스페인 구단은 덴마크의 올보르에 2-2로 비기며 16강 진출을 확정지었고, 이어서 맨체스터 유나이티드에 또 득점 없이 비겼다. 조별 리그 최종전에서는 이미 탈락을 확정지은 셀틱에 패했다.
16강전 상대는 파나티나이코스로, 비야레알 안방에서 1-1로 비겼지만, 아테네에서 2-1로 그리스 구단을 이기며 8강에 진출했다. 비야레알의 다음 상대는 3년 전에 대결을 펼쳤던 아스널과 재회했다. 1차전에서는 마르코스 세나의 프리킥에 힘입어 1-1로 비겼는데, 에마뉘엘 아데바요르가 공중에 뜬 공을 그대로 골망에 꽂아넣어 동점골을 허용했다. 2차전에서는 테오 월컷, 에마뉘엘 아데바요르, 그리고 로빈 판 페르시에게 내리 3골을 헌납하며 원정에서 0-3으로 패해 앞으로 더 나가지 못했다.

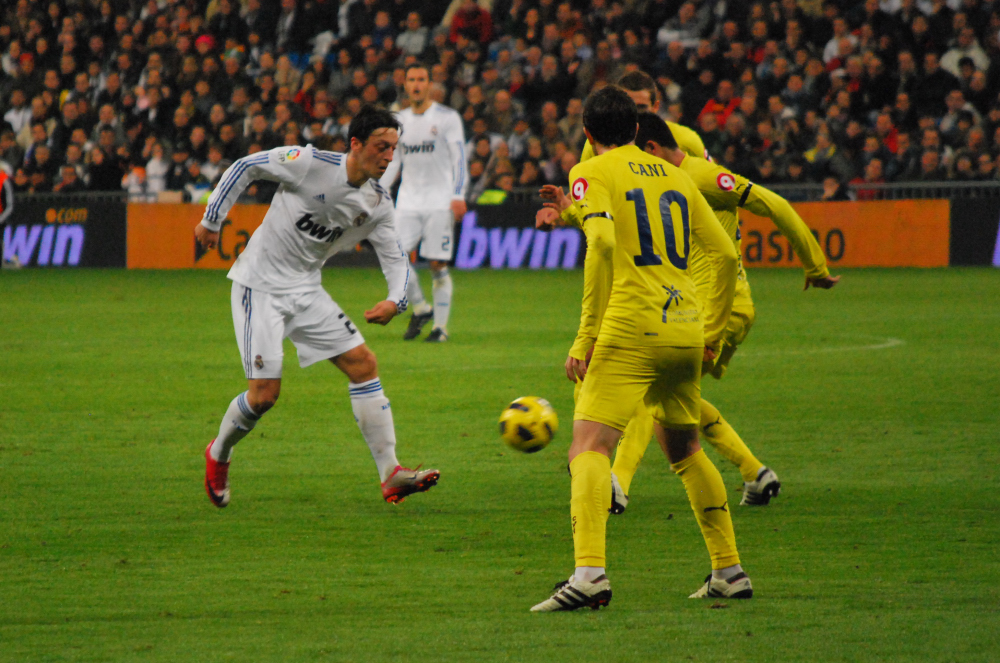
2011년의 레알 마드리드와 비야레알 간 경기.

국내 리그에서 유럽대항전 진출 순위 안에 들지 못했지만, 비야레알은 마요르카의 재정 문제로 UEFA의 대회 출전 허가를 받지 못하면서 2010-11 시즌에 유로파리그에 참가하게 되었다.
드네프르 모길레프에 안방 5-0, 원정 2-1 승리를 거두면서 조별 리그에 합류했다. 비야레알은 디나모 자그레브 원정에서 0-2 충격패를 당하며 차질을 빗기도 했다. 그러나, 디나모, 클뤼프 브뤼허, PAOK에 승리를 적립하여 조별 리그를 1위로 통과했다.
나폴리, 레버쿠젠, 그리고 트벤터를 차례로 꺾은 비야레알은 준결승전에서 우승 후보 포르투와 건곤일척을 벌였다. 비야레알은 포르투의 이스타디우 두 드라강에서 0-1로 앞섰지만, 연달아 실점하여 1-5 대패를 당했다. 비록 비야레알은 2차전에서 3-2로 이겼지만, 1차전에서 크게 앞선 포르투의 득실차를 따라잡기에는 역부족이었고, 결승 진출이 좌절되었다. 포르투는 결승전에서 브라가를 꺾고 대회 정상에 올랐다. 주세페 로시는 이 시즌에 유로파리그에서 11골을 기록해 포르투의 라다멜 팔카오 다음으로 많은 득점에 성공했다.

### 강등과 유럽대항전 우승

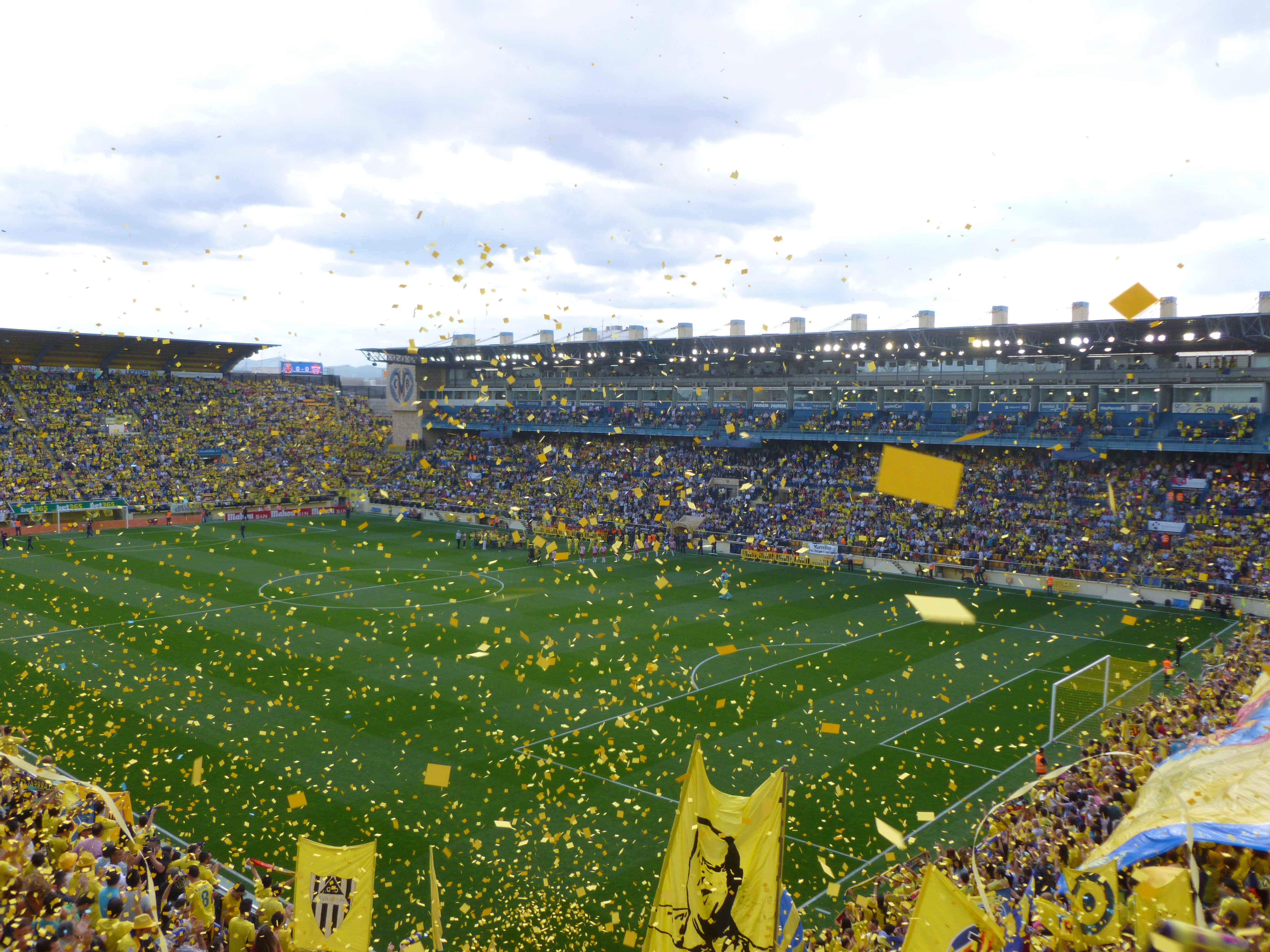
알메리아와의 2012-13 시즌 최종전 경기. 이 경기에서 승리한 비야레알은 라 리가 복귀에 성공했다.

2012년 5월 13일, 비야레알은 아틀레티코 마드리드에 패하면서 라 리가에서 강등되었다. 끔찍한 시즌이 끝나고, 구단은 신임 감독으로 취임한 비야레알의 마누엘 프레시아도 감독이 하루도 지나지 않아 심근 경색으로 별세하는 비극이 일어났다. 강등의 여파로, 다수의 선수들이 비야레알에서 썰물처럼 빠져나갔는데, 보르하 발레로, 디에고 로페스, 주세페 로시, 그리고 니우마르가 퇴단했다.
세군다 디비시온에 1년을 머문 비야레알은 시즌 최종전 끝에 시즌 우승을 거둔 엘체에 이어 리그 2위로 라 리가 승격에 성공했다. 구단은 1부 리그에 복귀한 후의 처음 3경기를 모두 승리로 장식했다. 연승 행진은 엘 마드리갈에서 레알 마드리드 안방 경기에 끝났는데, 무패 행진을 7번째 리그 경기에서 베티스에게 0-1로 패하기 전까지 유지했다. 노란 잠수함은 2013-14 시즌을 6위로 마감해 이듬해 유로파리그 진출에 성공했다.
2014-15 시즌, 비야레알은 또다시 리그를 6위로 마쳐 유로파리그 조별 리그에 안착했다. 2015-16 시즌, 비야레알은 6차전과 7차전 사이에 사상 처음으로 리그 선두에 등극했지만, 그 후에 순위가 5위로 급락했다. 구단은 이 시즌을 4위로 마감해 챔피언스리그 플레이오프전 진출권을 손에 넣었다. 같은 시기 유로파리그에서는 4강까지 올라갔지만, 리버풀에 패했다. 비야레알은 1차전에서 1-0으로 이겼지만, 리버풀 원정에서 0-3으로 패해 합계 1-3으로 밀렸다.
2019-20 시즌, 비야레알은 리그를 5위로 마쳐 유로파리그 진출권을 손에 넣었다. 구단은 2021년 유로파리그 결승전에 올라 우승 후보였던 맨체스터 유나이티드에 연장 접전 끝에 1-1로 비기고 승부차기에서 11-10으로 이겼다. 이는 비야레알으 얻은 사상 첫 대륙 대회 우승컵이었다. 이번 우승으로 비야레알은 초대 유로파 컨퍼런스리그가 아닌 챔피언스리그에 참가하게 되었다.
2021-22 시즌, 비야레알은 챔피언스리그에서 16강에 유벤투스, 8강에 바이에른 뮌헨을 이기고 4강 진출에 성공했지만, 리버풀에 합계 5-2로 밀렸다.

## 경쟁 구단
비야레알은 오랜 기간 동안 지리적 이유로 같은 카스테욘 도를 연고로 하는 카스테욘과 경쟁 관계였다. 비야레알은 발렌시아와도 경쟁이 치열한데, 이 두 구단은 지역에서 가장 경쟁력 있는 구단들이기 때문이었다. 발렌시아와 비야레알 간의 경쟁은 "발렌시아 주 더비"라고도 불린다.

## 기록
- 비야레알이 리그에서 거둔 최다 점수차 승리는 5골차 승리로, 4번 달성했다. 구단은 살라망카(1998-99 시즌), 셀타 비고(2002-03 시즌과 2016-17 시즌), 그리고 테네리페(2009-10 시즌)를 상대로 기록했다. 리그 단일 경기에서 가장 많이 넣은 경기에는 6골을 기록했는데, 2003-04 시즌에 안방에서 6-3 승리를 거두었다.[17]
- 구단이 원정에서 거둔 역대 최다 점수차 승리 경기는 2000-01 시즌에 라스 팔마스를 5-1로 이긴 경기, 2004-05 시즌에 레알 소시에다드를 4-0으로 이긴 경기, 그리고 2020-21 시즌에 거준 셀타 비고전 4-0, 레반테전 5-1 승리였다.[17]
- 구단의 첫 메이저 트로피는 2021년 유로파리그 결승전에서의 우승이며 이 경기에서 맨체스터 유나이티드와 연장전 접전 끝에 승부차기에서 11-10으로 이겼다.[18]

## 구단 색상

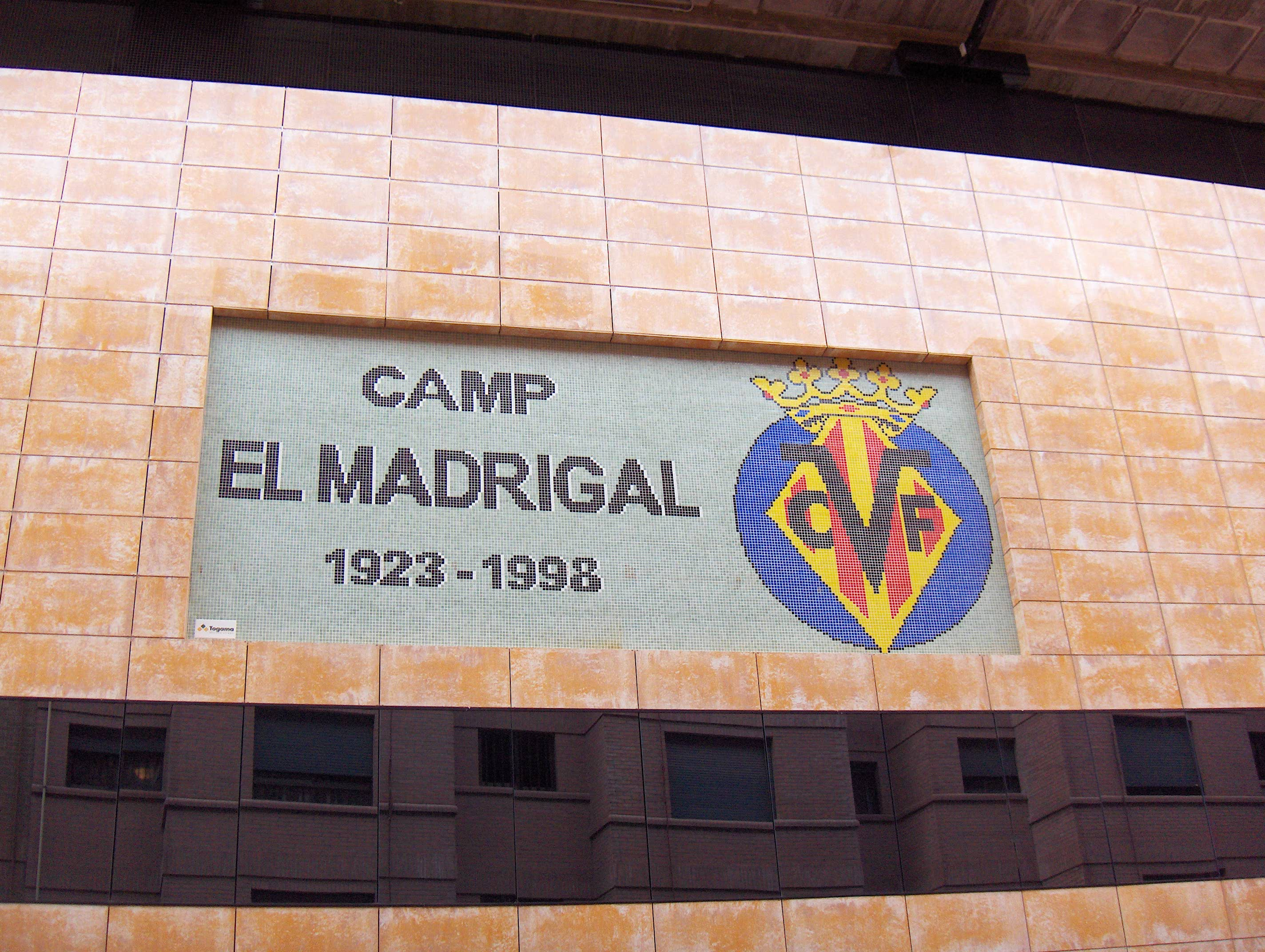
엘 마드리갈의 명판, 현재 이 경기장은 라 세라미카로 개칭되었다.

구단의 잘 알려진 노란 유니폼은 1947년부터 쓰였다. 새 시즌 시작이 임박할 때 당시 비야레알 회장 아들이 발렌시아로 가서 구단의 흰색 상의와 검은 하의를 대체할 구단 공식 유니폼 구매를 시도했다. 상점에 원하는 색상의 상하의가 없다는 것을 안 그는 딱 하나 남은 색상으로 구매했는데, 그 색상은 노란색이었다. 선수단은 굳이 검은 바지를 찾지 않았기에 유니폼이 알맞다고 보았기에 구단 회장 아들은 카스테욘으로 가 흰 하의를 여럿 구매했다. 구단은 본래 청색으로 유니폼 하의을 물들여야 본다고 했다. 얼마 동안 구단의 공식 유니폼으로 쓰인 노란 상의와 파란 하의를 입고 2002-03 시즌에 쓴 유니폼이 이 조합을 사용한 마지막 사례로, 구단은 이후 나머지 경기에서 상,하의가 모두 노란 유니폼을 착용했다. 원정 유니폼은 일반적으로 암청색이었다. 2005년부터 2011년 11월 30일까지, 구단 협찬사는 "카스테요 공항"이었다. 현재 유니폼 후원사는 파메사로, 도자기를 대량 제조하는 기업이다. 2016-17 시즌을 기점으로, 구단 유니폼은 스페인의 호마로, 그 전에는 중국의 엑스테프와 독일의 푸마가 제작하기도 했다.

## 수상

### 국내
- 라 리가
  - 준우승: 2007-08

- 세군다 디비시온
  - 준우승: 2012-13

- 세군다 디비시온 B
  - 준우승: 1987-88, 1991-92

- 테르세라 디비시온 우승 1회
  - 우승: 1969-70

### 유럽
- 유로파리그 우승 1회
  - 우승: 2020-21

- 인터토토컵 우승 2회
  - 우승: 2003, 2004

- UEFA 슈퍼컵
  - 준우승: 2021

## 시즌별 통계
| 시즌    | 리그 | 리그명   | 순위      | 코파 델 레이 |
| ------- | ---- | -------- | --------- | ------------ |
| 1947–48 | 5    | 지역 2부 |           |              |
| 1948–49 | 5    | 지역 2부 |           |              |
| 1949–50 | 5    | 지역 2부 | 1위       |              |
| 1950–51 | 5    | 지역 2부 | 1위       |              |
| 1951–52 | 4    | 지역 1부 | 7위       |              |
| 1952–53 | 4    | 지역 1부 | 4위       |              |
| 1953–54 | 4    | 지역 1부 | 2위       |              |
| 1954–55 | 4    | 지역 1부 | 2위 / 3위 |              |
| 1955–56 | 4    | 지역 1부 | 1위       |              |
| 1956–57 | 3    | 3부      | 8위       |              |
| 1957–58 | 3    | 3부      | 5위       |              |
| 1958–59 | 3    | 3부      | 6위       |              |
| 1959–60 | 3    | 3부      | 12위      |              |
| 1960–61 | 3    | 3부      | 14위      |              |
| 1961–62 | 4    | 지역 1부 | 14위      |              |
| 1962–63 | 4    | 지역 1부 | 15위      |              |
| 1963–64 | 4    | 지역 1부 | 6위       |              |
| 1964–65 | 4    | 지역 1부 | 3위       |              |
| 1965–66 | 4    | 지역 1부 | 3위       |              |
| 1966–67 | 4    | 지역 1부 | 1위       |              |

| 시즌    | 리그 | 리그명      | 순위 | 코파 델 레이 |
| ------- | ---- | ----------- | ---- | ------------ |
| 1967–68 | 3    | 3부         | 3위  |              |
| 1968–69 | 3    | 3부         | 9위  |              |
| 1969–70 | 3    | 3부         | 1위  | 3라운드      |
| 1970–71 | 2    | 2부         | 16위 | 32강         |
| 1971–72 | 2    | 2부         | 17위 | 4라운드      |
| 1972–73 | 3    | 3부         | 12위 | 3라운드      |
| 1973–74 | 3    | 3부         | 12위 | 3라운드      |
| 1974–75 | 3    | 3부         | 8위  | 3라운드      |
| 1975–76 | 3    | 3부         | 13위 | 2라운드      |
| 1976–77 | 4    | 지역 최상위 | 2위  |              |
| 1977–78 | 4    | 3부         | 15위 | 1라운드      |
| 1978–79 | 4    | 3부         | 13위 | 2라운드      |
| 1979–80 | 4    | 3부         | 9위  | 3라운드      |
| 1980–81 | 4    | 3부         | 16위 | 1라운드      |
| 1981–82 | 4    | 3부         | 7위  |              |
| 1982–83 | 4    | 3부         | 14위 |              |
| 1983–84 | 4    | 3부         | 13위 |              |
| 1984–85 | 4    | 3부         | 14위 |              |
| 1985–86 | 4    | 3부         | 6위  |              |
| 1986–87 | 4    | 3부         | 3위  | 4라운드      |

| 시즌      | 리그 | 리그명 | 순위 | 코파 델 레이 |
| --------- | ---- | ------ | ---- | ------------ |
| 1987–88   | 3    | 2부 B  | 2위  | 2라운드      |
| 1988–89   | 3    | 2부 B  | 4위  | 1라운드      |
| 1989–90   | 3    | 2부 B  | 18위 |              |
| 1990–91   | 4    | 3부    | 2위  | 2라운드      |
| 1991–92   | 3    | 2부 B  | 2위  | 2라운드      |
| 1992–93   | 2    | 2부    | 13위 | 8강          |
| 1993–94   | 2    | 2부    | 16위 | 5라운드      |
| 1994–95   | 2    | 2부    | 10위 | 4라운드      |
| 1995–96   | 2    | 2부    | 15위 | 1라운드      |
| 1996–97   | 2    | 2부    | 10위 | 3라운드      |
| 1997–98   | 2    | 2부    | 4위  | 1라운드      |
| 1998–99   | 1    | 1부    | 18위 | 16강         |
| 1999–2000 | 2    | 2부    | 3위  | 16강         |
| 2000–01   | 1    | 1부    | 7위  | 32강         |
| 2001–02   | 1    | 1부    | 15위 | 8강          |
| 2002–03   | 1    | 1부    | 15위 | 1라운드      |
| 2003–04   | 1    | 1부    | 8위  | 16강         |
| 2004–05   | 1    | 1부    | 3위  | 2라운드      |
| 2005–06   | 1    | 1부    | 7위  | 16강         |
| 2006–07   | 1    | 1부    | 5위  | 16강         |

| 시즌    | 리그 | 리그명 | 순위 | 코파 델 레이 |
| ------- | ---- | ------ | ---- | ------------ |
| 2007–08 | 1    | 1부    | 2위  | 8강          |
| 2008–09 | 1    | 1부    | 5위  | 32강         |
| 2009–10 | 1    | 1부    | 7위  | 16강         |
| 2010–11 | 1    | 1부    | 4위  | 8강          |
| 2011–12 | 1    | 1부    | 18위 | 32강         |
| 2012–13 | 2    | 2부    | 2위  | 2라운드      |
| 2013–14 | 1    | 1부    | 6위  | 16강         |
| 2014–15 | 1    | 1부    | 6위  | 4강          |
| 2015–16 | 1    | 1부    | 4위  | 16강         |
| 2016–17 | 1    | 1부    | 5위  | 16강         |
| 2017–18 | 1    | 1부    | 5위  | 16강         |
| 2018–19 | 1    | 1부    | 14위 | 16강         |
| 2019–20 | 1    | 1부    | 5위  | 8강          |
| 2020–21 | 1    | 1부    | 7위  | 8강          |
| 2021–22 | 1    | 1부    | 7위  | 32강         |
| 2022-23 | 1    | 1부    | 5위  | 16강         |

- 라 리가에서 23시즌
- 세군다 디비시온에서 10시즌
- 세군다 디비시온 B에서 4시즌
- 테르세라 디비시온에서 23시즌

## 유럽대항전 출전 기록

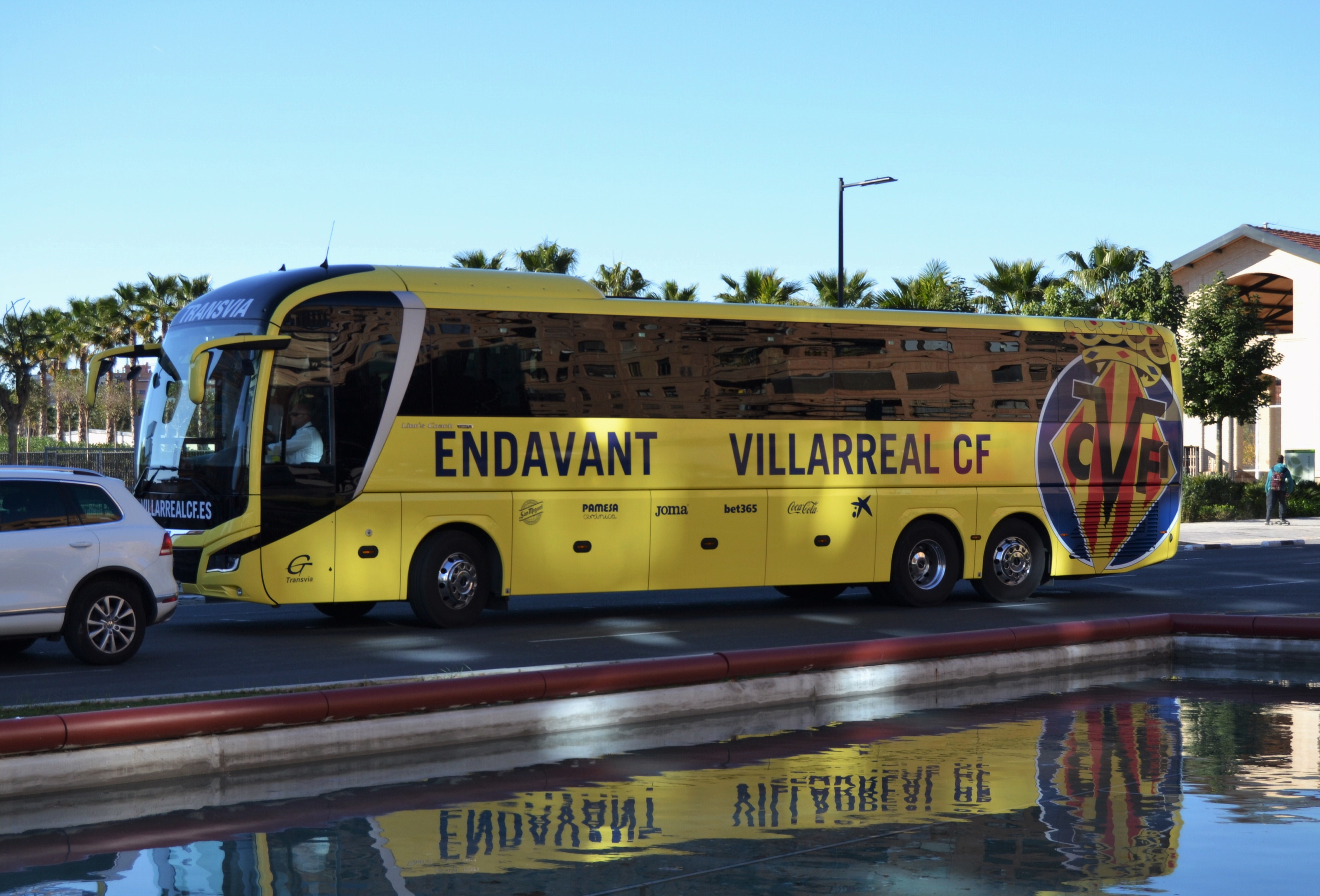
구단 버스

2023년 3월 16일 기준
| 대회                | 전  | 승  | 무 | 패 | 득  | 실  | 차   | 승률  |
| ------------------- | --- | --- | -- | -- | --- | --- | ---- | ----- |
| 챔피언스리그        | 46  | 14  | 15 | 17 | 51  | 56  | −5   | 30.43 |
| UEFA컵 / 유로파리그 | 126 | 72  | 30 | 24 | 225 | 125 | +100 | 57.14 |
| UEFA컵 / 유로파리그 | 126 | 72  | 30 | 24 | 225 | 125 | +100 | 57.14 |
| 유로파컨퍼런스리그  | 10  | 6   | 2  | 2  | 21  | 13  | +8   | 60.00 |
| UEFA 슈퍼컵         | 1   | 0   | 1  | 0  | 1   | 1   | 0    | 0.00  |
| 합계                | 207 | 104 | 56 | 47 | 330 | 211 | +119 | 50.24 |

### UEFA 클럽 계수
2023년 11월 10일 기준
| 순위 | 구단     | 점수   |
| ---- | -------- | ------ |
| 16   | 나폴리   | 71.000 |
| 17   | 벤피카   | 69.000 |
| 18   | 비야레알 | 68.000 |
| 19   | 레버쿠젠 | 67.000 |
| 20   | 포르투   | 66.000 |

## 별칭과 마스코트
구단의 별칭은 노란 유니폼에서 유래한 노란 잠수함(El Submarino Amarillo)이다. 마스코트는 의인화된 잠수함 그로게트(Groguet, 작은 노랑이)이다. 마스코트가 첫 선을 보인 때는 2001년 10월 26일로, 이름은 12월 13일에 당시 12세였던 하비에르 푸스테르 알멜라가 U-15 선수들 간의 논의 끝에 결정되었다.

## 선수

### 현재 선수 명단
2024년 8월 30일 기준
참고: FIFA 자격 규정에 따라 소속된 국가대표팀 국기를 표시합니다. 선수는 복수의 FIFA 비회원국 국적을 가지고 있을 수 있습니다.
| 번호 | 포지션 | 국적         | 이름                                   |
| ---- | ------ | ------------ | -------------------------------------- |
| 1    | GK     |              | 루이스 주니오르                        |
| 2    | DF     | 카보베르데   | 로강 코스타                            |
| 3    | DF     |              | 라울 알비올 (주장)                     |
| 4    | DF     | 코트디부아르 | 에리크 바이                            |
| 5    | DF     |              | 윌리 캄브왈라                          |
| 6    | MF     |              | 데니스 수아레스                        |
| 7    | FW     |              | 제라르 모레노                          |
| 8    | DF     |              | 후안 포이트                            |
| 10   | MF     |              | 다니 파레호                            |
| 11   | FW     | 모로코       | 일리아스 아호마시                      |
| 12   | DF     |              | 후안 베르나트 (파리 생제르맹에서 임대) |
| 13   | GK     |              | 디에고 콘데                            |

| 번호 | 포지션 | 국적         | 이름                   |
| ---- | ------ | ------------ | ---------------------- |
| 14   | MF     |              | 산티 코메사냐          |
| 15   | FW     |              | 티에르노 바리          |
| 16   | MF     |              | 알렉스 바에나 (부주장) |
| 17   | DF     |              | 키코 페메니아          |
| 18   | MF     | 세네갈       | 파페 게예              |
| 19   | FW     | 코트디부아르 | 니콜라 페페            |
| 20   | MF     |              | 라몬 테라츠            |
| 21   | FW     |              | 예레미 피노            |
| 22   | FW     |              | 아요세 페레스          |
| 23   | DF     |              | 세르지 카르도나        |
| 24   | DF     |              | 알폰소 페드라사        |
| 31   | GK     | 안도라       | 이케르 알바레스        |

### 2군 차출 명단
참고: FIFA 자격 규정에 따라 소속된 국가대표팀 국기를 표시합니다. 선수는 복수의 FIFA 비회원국 국적을 가지고 있을 수 있습니다.
| 번호 | 포지션 | 국적 | 이름                              |
| ---- | ------ | ---- | --------------------------------- |
| 26   | DF     |      | 파우 나바로                       |
| 27   | DF     |      | 아르나우 솔라 (알메리아에서 임대) |

### 임대 선수 명단
참고: FIFA 자격 규정에 따라 소속된 국가대표팀 국기를 표시합니다. 선수는 복수의 FIFA 비회원국 국적을 가지고 있을 수 있습니다.
| 번호 | 포지션 | 국적 | 이름                           |
| ---- | ------ | ---- | ------------------------------ |
| —    | DF     |      | 아드리아 알티미라 (→ 레가네스) |
| —    | DF     |      | 카를로스 로메로 (→ 에스파뇰)   |
| —    | MF     |      | 제라르드 에르난데스 (→ 엘체)   |

| 번호 | 포지션 | 국적 | 이름                         |
| ---- | ------ | ---- | ---------------------------- |
| —    | FW     |      | 호르헤 파스칼 (→ 에이바르)   |
| —    | FW     |      | 아르나우트 단주마 (→ 지로나) |

## 선수 기록
굵은 글씨로 된 선수는 현재 본 구단 소속이다
| 순위 | 이름              | 출전 |
| ---- | ----------------- | ---- |
| 1    | 마리오 가스파르   | 496  |
| 2    | 브루노 소리아노   | 425  |
| 3    | 마누 트리게로스   | 421  |
| 4    | 마르코스 세나     | 363  |
| 5    | 산티 카솔라       | 334  |
| 6    | 카니              | 327  |
| 7    | 로돌포 아루바레나 | 284  |
| 8    | 자우메 코스타     | 267  |
| 8    | 파스콸            | 267  |
| 10   | 하비 벤타         | 260  |

| 순위 | 이름             | 골 |
| ---- | ---------------- | -- |
| 1    | 제라르 모레노    | 95 |
| 2    | 주세페 로시      | 82 |
| 3    | 아드리아노       | 75 |
| 4    | 디에고 폴란      | 59 |
| 5    | 산티 카솔라      | 57 |
| 6    | 세드리크 바캄부  | 48 |
| 7    | 후안 로만 리켈메 | 45 |
| 8    | 빅토르           | 44 |
| 9    | 카를로스 바카    | 43 |
| 10   | 이케추쿠 우체    | 36 |

## 현 감독진
2023년 9월 9일 기준
| 직위        | 이름              |
| ----------- | ----------------- |
| 감독        | 마르셀리노        |
| 수석 코치   | 이마놀 이디아케스 |
| 골키퍼 코치 | 하비 가르시아     |
| 체력 코치   | 마리오 세가라     |
| 대변인      | 시스코 나달       |

## 역대 감독
- 주제프 세게르 (1978년 - 1980년)
- 호세 마누엘 페수도 (1985년 - 1986년)
- 베니토 플로로 (1988년 - 1989년)
- 훌리오 라울 (1990년 - 1991년)
- 로페스 산후안 (1991년 - 1992년)
- 카를로스 시몬 세르베르 (1993년 - 1995년)
- 피델 우리아르테 (1995년)
- 다비드 비달 (1995년 - 1996년)
- 하비에르 수비라츠 (1996년 - 1997년)
- 호세 안토니오 이룰레기 (1997년 - 1999년)
- 호아킨 카파로스 (1999년 7월 1일 - 1999년 10월 4일)
- 파키토 (1999년 10월 5일 - 2000년 6월 30일)
- 빅토르 무뇨스 (2000년 7월 1일 - 2002년 6월 30일)
- 베니토 플로로 (2002년 7월 1일 - 2004년 2월 24일)
- 마누엘 페예그리니 (2004년 7월 7일 - 2009년 6월 30일)
- 에르네스토 발베르데 (2009년 7월 1일 - 2010년 1월 31일)
- 후안 카를로스 가리도 (2010년 1월 31일 - 2011년 12월 21일)
- 호세 프란시스코 몰리나 (2011년 12월 22일 - 2012년 3월 18일)
- 미겔 앙헬 로티나 (2012년 3월 19일 - 2012년)
- 훌리오 벨라스케스 (2012년 7월 1일 - 2013년 1월 13일)
- 마르셀리노 가르시아 토랄 (2013년 1월 14일 - 2016년 8월 10일)
- 프란 에스크리바 (2016년 8월 18일 - 2017년 9월 25일)
- 하비에르 카예하 (2017년 9월 25일 - 2018년 12월 10일)
- 루이스 가르시아 플라사 (2018년 12월 10일 - 2019년 1월 29일)
- 하비에르 카예하 (2019년 1월 29일 - 2020년 7월 20일)
- 우나이 에메리 (2020년 7월 23일 - 2022년 10월 24일)
- 키케 세티엔 (2022년 10월 25일 - 2023년 9월 5일)
- 파체타 (2023년 9월 9일 - 2023년 11월 10일)
- 마르셀리노 가르시아 토랄 (2023년 11월 13일 - )

## 같이 보기
- 비야레알 CF B - 2군팀으로 현재 세군다 디비시온 소속
- 비야레알 CF C - 3군팀으로 현재 테르세라 페데라시온 - 6조 소속
- 분류:비야레알 CF의 축구 선수